# Parabetaeus
Parabetaeus is een geslacht van kreeftachtigen uit de klasse van de Malacostraca (hogere kreeftachtigen).

## Soorten
- Parabetaeus culliereti Coutière, 1897
- Parabetaeus euryone (de Man, 1910)
- Parabetaeus hiatti (Banner, 1953)
- Parabetaeus hummelincki (Schmitt, 1936)